# Tianwen-4
Gan De (chinês: 甘德) é o nome provisório da missão interplanetária 中国木星系探测任务 (Missão de exploração do sistema Júpiter da China) proposta pela China para estudar o sistema de Júpiter e seus arredores. O nome provisório, Gan De, foi dado em homenagem ao Senhor Gan (Gan Gong), um antigo astrônomo chinês do século IV aC. A principal tarefa da estrutura da camada de Júpiter, modelo atmosférico de Calisto, morfologia da superfície de Calisto e espessura da camada de gelo, o vento solar entre Vênus-Terra-Júpiter, o estado de existência extraterrestre e suas características de evolução, etc.